# THP-1
THP-1是源自急性單核細胞白血病患者的人類單核白血球細胞系，可以用於測試白血病細胞系的蛋白質-蛋白質相互作用和免疫組織化學的免疫細胞化學分析。THP-1細胞不僅可以用作體外癌細胞模型，還可以用作研究單核細胞-巨噬細胞分化過程，以及檢查某些與巨噬細胞相關的生理過程（例如膽固醇外流）的模型。

## 特性
儘管THP-1細胞具有相同的譜系，但是隨著子代進行增殖，發生的突變就會令THP-1細胞之間出現差異。THP-1細胞通常表現出巨大且呈圓形的單細胞形態。THP-1細胞最初來自一名患有急性單核細胞白血病的1歲男童的外周血。科研人員發現該細胞系表達Fc受體和C3b受體，缺乏表面和細胞質免疫球蛋白；白細胞介素1族的產生、對α-萘甲酸丁酯酶（α-Naphthyl butyrate esterase）和溶菌酶的陽性反應、恢復純化的T細胞對刀豆蛋白A的反應，以及發生吞噬作用和分化為巨噬細胞樣細胞時產生更多的二氧化碳。科研人員還發現該細胞系與γ-干擾素和脂多糖培養，可使其極化為M1表型，或與白細胞介素4和白細胞介素13培養，可使其極化為M2表型。除此之外，使用重組人類白細胞介素4（rhIL-4）和重組人類顆粒球-巨噬細胞集落刺激因子（rhGM-CSF），能使該細胞系分化為未成熟的樹突狀細胞，並且發現使用rhIL-4、rhGM-CSF、重組人類腫瘤壞死因子-α和離子黴素，能使該細胞系分化為已成熟的樹突狀細胞。

## 細胞培養
當進行懸浮培養時，需要在培養基中連續供應細胞懸浮液，即羅斯威爾帕克紀念研究所培養基 + 10％胎牛血清 + 2mM L-麩醯胺酸。平均倍增時間為19至50小時。通常會添加1 mM 丙酮酸鈉、青黴素（100單位/毫升）和鏈黴素（100μg/毫升）以抑制細菌污染。在37°C及5％二氧化碳的狀況下，培養物應保持在2-9x105細胞/毫升的細胞密度範圍內，並且細胞是非粘附的。THP-1細胞是人源細胞系，尚未發現存在感染性病毒或有毒產物的證據，但是仍然建議對培養物進行2級生物安全控制。

## 外部連結
- Cellosaurus entry for THP-1（页面存档备份，存于）